# Djävulsbron

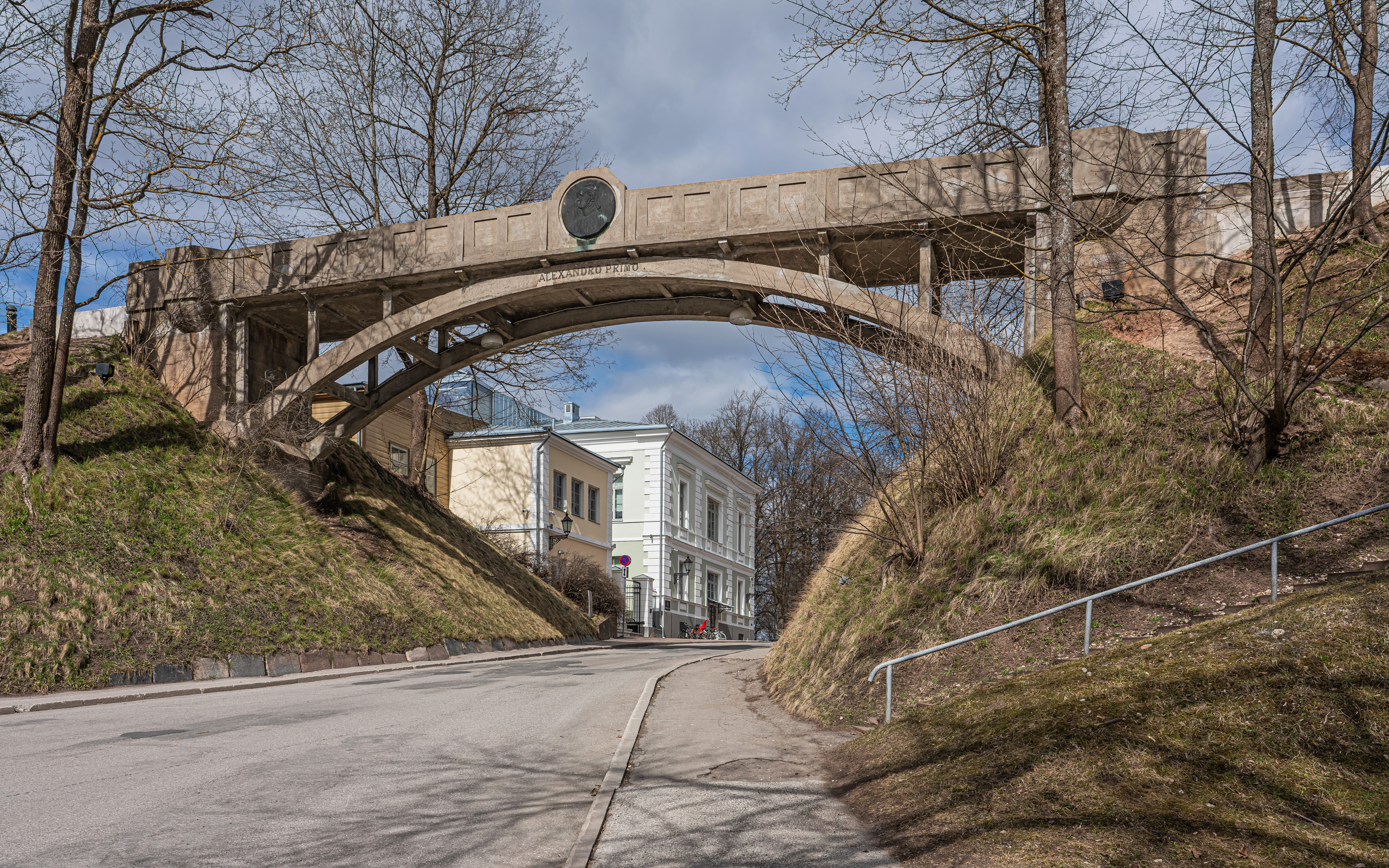
Djävulsbron

Djävulsbron (estniska: Kuradisild), tidigare Alexanderbron (estniska: Aleksandri sild), är en gångbro över gatan Lossi tänav på Toomemägi (Domberget) i Tartu i Estland.
En träbro i nygotisk stil fanns tidigare på platsen. Denna ritades av Johann Wilhelm Krause och byggdes 1809. 
En ny bro i betong ritades av Tartus stadsarkitekt Arved Eichhorn (1879–1922) och byggdes 1913 till ätten Romanovs 300-årsjubileum 1913.
Ursprunget till brons namn är oklart. Det kan alludera på Ängelbron (Tartu Inglisild), också på Toomemägi, eller till efternamnet på brons chefskonstruktör Werner Zoege von Manteuffel (1857–1926).
Bron är ett byggnadsminne sedan 2010.